# Foodies
Foodies är en svensk dokumentärfilm från 2014 i regi av Thomas Jackson, Charlotte Landelius och Henrik Stockare.

## Handling
Foodies skildrar ett slags kulinariska jetsetare som reser världen runt och äter på lyxrestauranger i syfte att hitta den bästa maten. Filmen kontrasterar även dessa människor mot dem som inte har mat för dagen, men är främst inriktad på vad som driver dem och vilket inflytande de har.

## Medverkande
- Andy Hayler
- Katie Keiko
- Aiste Miseviciute
- Perm Paitawyat
- Steven Plotnicki

## Om filmen
Foodies producerades av Fredrik Heinig, Mattias Nohrborg och Patrik Andersson för B-Reel AB. Den fotades av Samuel Gonzalez, Jackson, Landelius och Philip Sundbom. Musiken komponerades av Johan Berthling och Andreas Söderström. Filmen premiärvisades den 5 mars 2014 på Tempo dokumentärfestival i Stockholm. Den är tänkt att ha biopremiär den 23 maj 2014.